# Petar Šegedin
Petar Šegedin (Žrnovo na Korčuli, 8. srpnja 1909. – Zagreb, 2. rujna 1998.), hrvatski književnik, akademik, intelektualac i kulturni djelatnik.

## Životopis

### Mladost i obrazovanje
Rođen u Žrnovu na otoku Korčuli gdje je i završio Građansku školu. Učiteljsku školu upisuje i završava u Dubrovniku. Studirao je na Višoj pedagoškoj školi i na Filozofskom fakultetu u Zagrebu. Radio je kao učitelj u Kuli Norinskoj i Račišću na svojoj rodnoj Korčuli. U Zagreb dolazi 1936. godine, te se uključuje u poznati krug Krležinih suradnika, mladih pečatovaca, liberalnih i okrenutih subjektivizmu i autonomiji pisaca. Šegedin se u Pečatu prvi put javio svojim Odlomkom proze.

### Književni i kulturni rad
Bavio se književnošću, te plodonosno djelovao djelovao pišući novele, romane, eseje i putopise. Obavljao je i mnoge dužnosti u kulturnom i prosvjetnom sektoru. Bio je tajnik Matice hrvatske, središnje kulturne ustanove hrvatskog naroda, od 1945. do 1947. godine za vrijeme predsjedanja Mihovila Nikolića. Matica objavljuje njegovu prvu i najpoznatiju knjigu Djeca božja, zatim Crni smiješak i zbirku njegovih poznatih eseja Svi smo mi odgovorni. Šegedin je stajao i na čelu Društva hrvatskih književnika 1953. godine i još jedanput od 1968. do 1970., a 1989. godine izabran je za predsjednika Matice hrvatske. Uz sve to, neko je vrijeme radio kao savjetnik za kulturna pitanja Socijalističke Federativne Republike Jugoslavije u pariškom veleposlanstvu. Od 1963. godine bio je izvanredni član Razreda za književnost, a od 1963. redoviti član HAZU. Godine 1961. bio je među utemeljiteljima Foruma, časopisa Razreda za književnost HAZU.
Petar Šegedin je spadao u onu grupu hrvatskih intelektualaca koji su Hrvatsku željeli vidjeti kao slobodnu i demokratsku zemlju, i upravo zbog svog političkog uvjerenja savjetovano mu je da otiđe iz zemlje kako bi izbjegao suđenje i tamnicu. Skrasio se kod rodbine svoje žene u Njemačkoj. Uz želju za slobodnom Hrvatskom, istaknuo se i aktivnom borbom za hrvatski jezik ulazeći u sukobe i razne rasprave s političkim neistomišljenicima.
Godine 1990. predsjedao je Maticom hrvatskom u razdoblju njezine obnove, a potom je bio intenzivno prisutan u hrvatskom književnom i javnom životu. Godine 1991. dobio je Nagradu Vladimir Nazor za životno djelo.

## Djela

### Romani
- Djeca božja (1946.)
- Osamljenici (1947.)
- Crni smješak (1969.)
- Vjetar (1986.)

### Zbirke pripovijetki i novela
- Mrtvo more (1953.)
- Na istom putu (1963.)
- Orfej u maloj bašti (1964.)
- Sveti vrag (1965.)
- Izvještaj iz pokrajine (1969.)
- Getsemanski vrtovi (1981.)
- Tišina (1982.)
- Licem u lice (1987.)

### Putopisi
- Na putu (1963.)

### Esejistička i polemička proza
- Essay o obliku i sadržaju (1955.)
- Eseji (1956.)
- Riječ o riječi (1969.)
- Svi smo mi odgovorni (1971.)

## Spomen
- Dani Petra Šegedina, bienalno se održavaju se u Korčuli od 2005. godine[2]
- Memorijalna zbirka Petra Šegedina, osnovana u sklopu Gradskog muzeja Korčula 2006. godine[3]
- Srednja škola Petra Šegedina u Korčuli[4]

## Vanjske poveznice
Mrežna mjesta
- Šegedin, Petar Hrvatska enciklopedija
- Šegedin, Petar  Arhivirana inačica izvorne stranice od 7. travnja 2023. (Wayback Machine), Enciklopedija Miroslava Krleže
- Ivan Bošković, Petar Šegedin, odgovoran pred sudbinom  Arhivirana inačica izvorne stranice od 7. travnja 2023. (Wayback Machine), Kolo 1/2019. (HAW)